# Hemmo Drexhage
Hemmo Boudewijn Drexhage (Den Haag, 13 maart 1942 - aldaar, 22 januari 2019) was een Nederlands toneelregisseur en producent.

## Leven en werk
Drexhage studeerde Nederlands aan de VU. In 1966 regisseerde en produceerde Drexhage voor Stichting Amsterdams Universitair Toneel Het Verjaardagsfeest van Harold Pinter in de Nederlandse vertaling van Gerard Kornelis van het Reve. Voor andere toneelverenigingen van studenten regisseerde hij werk van Peter Weiss, Harold Pinter en August Strindberg. In de jaren tachtig regisseerde Drexhage voor Veronica TV de tv-bewerking van verschillende korte verhalen van Herman Pieter de Boer. Eveneens voor Veronica regisseerde en produceerde hij de tv-verfilming van Jan Rap en z'n maat naar het gelijknamige boek van Yvonne Keuls.
In 1972 richtte Drexhage auteursrechtenbureau United Dutch Dramatists (UDD) op. Het bureau legde zich erop toe Nederlandse toneelstukken in het buitenland gespeeld te krijgen. Tot de schrijvers die zich bij UDD aansloten horen onder meer Herman Pieter de Boer, Lodewijk de Boer, Mies Bouhuys, Dimitri Frenkel Frank, Gerben Hellinga, Jan Willem Holsbergen, Chiem van Houweninge, Yvonne Keuls en Eric Schneider.
Behalve als regisseur en producent was Drexhage ook actief als journalist. Hij schreef toneel- en cabaretrecensies en maakte interviews met auteurs en regisseurs voor onder meer NRC Handelsblad, Nieuwsblad van het Noorden en de regionale GPD-bladen. . 
In 1982 publiceerde hij zijn eerste roman: Spelen met vandaag (Manteau). 
Na zijn dood is het archief van Drexhage geschonken aan het Letterkundig Museum te den Haag en aan de Vaclav Havel Foundation te Praag en zijn de meer dan honderd posters van de buitenlandse producties ondergebracht bij Stichting het ReclameArsenaal.